# Cybernetics Guardian
 Cybernetics Guardian  (聖獣機サイガード, Seijûki Cyguard) est un film d'animation japonais OAV (sorti directement en vidéo) réalisé par Koichi Ohata et sorti en 1989 au Japon.

## Synopsis
Dans un univers cyberpunk, en 2019, la cité de Cyber-wood est menacée par la propagation d’un bidonville incontrôlable, surnommé  le « cancer ». Un projet visant à pacifier ce bidonville est développé en utilisant le pouvoir de l’asténite à des fins pacifiques. Cette matière découverte en 1995 permet de convertir l’énergie vitale des organismes en une forme d’énergie nouvelle. Hélas, le projet est mis à mal par une opposition intra-gouvernemental et les activités d’un groupe obscur visant à faire renaitre un démon de la destruction. Lors du test de l’armure psychique Guard Suit fonctionnant à partir de l’asténite, le pilote d’essai John Stalker se retrouve posséder par un ancien démon et prisonnier d’une armure cybernétique destructrice de l’obscure Dr. Volks opérant depuis le bidonville.

## Fiche technique
- Titre :  Cybernetics Guardian
- Réalisation : Koichi Ohata
- Scénario : Mutsumi Sanjo
- Musique : Norimasa Yamanaka
- Pays d'origine :  Japon
- Année de production : 1989
- Genre : science-fiction, mécha, magie
- Durée : 42 minutes
- Dates de sortie française : non sortie